# Vyechnyy strannik
"Vyechniy stranik" (alfabeto cirílico Вечный странник, tradução portuguesa: "Vagabundo eterno" foi a canção que representou a Rússia no Festival Eurovisão da Canção 1994 que se realizou em Dublin, na Irlanda. 
Foi a estreia russa no Festival Eurovisão da Canção e também a primeira vez que se escutou o russo naquele certame. A referida canção foi interpretada por Youddiph. Foi a vigésima-terceira canção a ser interpretada na noite do festival, a seguir à canção húngara "Kinek mondjam el vétkeimet?", cantada por Friderika e antes da canção polaca "To nie ja!", interpretada por Edyta Górniak. A canção russa terminou a competição em nono lugar, tendo recebido um total de 70 pontos. No ano seguinte, em 1995, a Rússia far-se-ia representar com o tema "Kolibelnaya dlya vulkana", interpretado por  Philip Kirkorov.

## Autores
A canção tinha letra de Pilgrim (Maria Katz), música de Lev Zemlinski.

## Letra
A canção é uma balada dramática, com Youdiph professando por um outro não identificado, a quem ela refere-se como um "vagabundo eterno". Ela canta que, apesar da sua ausência tornar a casa deles "vazia", ela sabe que é o seu destino e que eles se lembrará dela e irá voltar. A sua atuação da cantora  ficou marcada  pelo seu vestido vermelho, e também pelo manto que ela envergou.

## Versões
Além do russo, a cantora gravou uma versão em  inglês intitulada "Magic word"